# Damir Martin
Damir Martin (ur. 14 lipca 1988 w Vukovarze) – chorwacki wioślarz, dwukrotny wicemistrz olimpijski, dwukrotny mistrz świata oraz dwukrotny mistrz Europy.

## Osiągnięcia
| Rok  | Impreza                     | Miejsce                  | Konkurencja          | Lokata      |
| ---- | --------------------------- | ------------------------ | -------------------- | ----------- |
| 2005 | Mistrzostwa świata juniorów | Brandenburg an der Havel | czwórka bez sternika | 4. miejsce  |
| 2006 | Mistrzostwa świata juniorów | Amsterdam                | dwójka podwójna      | 2. miejsce  |
| 2007 | Mistrzostwa świata U-23     | Glasgow                  | jedynka              | 4. miejsce  |
| 2007 | Mistrzostwa świata          | Monachium                | ósemka               | 14. miejsce |
| 2008 | Mistrzostwa Europy          | Ateny                    | czwórka podwójna     | 6. miejsce  |
| 2009 | Mistrzostwa świata U-23     | Račice                   | czwórka podwójna     | 1. miejsce  |
| 2009 | Mistrzostwa świata          | Poznań                   | czwórka podwójna     | 4. miejsce  |
| 2010 | Mistrzostwa Europy          | Montemor-o-Velho         | czwórka podwójna     | 2. miejsce  |
| 2010 | Mistrzostwa świata          | Hamilton                 | czwórka podwójna     | 1. miejsce  |
| 2011 | Mistrzostwa świata          | Bled                     | czwórka podwójna     | 3. miejsce  |
| 2012 | Mistrzostwa Europy          | Varese                   | jedynka              | 2. miejsce  |
| 2012 | Igrzyska olimpijskie        | Londyn                   | czwórka podwójna     | 2. miejsce  |
| 2013 | Mistrzostwa Europy          | Sewilla                  | czwórka podwójna     | 6. miejsce  |
| 2013 | Mistrzostwa świata          | Chungju                  | czwórka podwójna     | 1. miejsce  |
| 2015 | Mistrzostwa Europy          | Poznań                   | jedynka              | 1. miejsce  |
| 2016 | Mistrzostwa Europy          | Brandenburg              | jedynka              | 1. miejsce  |
| 2016 | Igrzyska olimpijskie        | Rio de Janeiro           | jedynka              | 2. miejsce  |
| 2017 | Mistrzostwa Europy          | Račice                   | jedynka              | 2. miejsce  |

## Odznaczenia
- Order Księcia Branimira (2016)[1]